# Rotflügelsittiche
Die Rotflügelsittiche (Aprosmictus) sind eine Gattung der Altweltpapageien. Sie sind eng verwandt mit der Gattung der Königssittiche (Alisterus) verwandt, zu der unter anderem der Königssittich gehört. In älterer Literatur finden sich die zwei Arten, die heute der Gattung der Rotflügelsittiche zugeordnet werden, noch mit der Gattungsbezeichnung Alisterus.
Rotflügelsittiche sind im nördlichen Australien, im südlichen Neuguinea sowie auf den Kleinen Sunda-Inseln beheimatet. Es handelt sich um gedrungene, kräftige Vögel mit einem überwiegend rot und grün gefärbten Gefieder. Der breite Schwanz ist quadratisch und etwa ein Drittel kürzer als die Flügel. Rotflügelsittiche weisen einen Geschlechtsdimorphismus auf. Beim Weibchen des Rotflügelsittichs ist beispielsweise der Rotanteil des Gefieders deutlich geringer als beim Männchen. Es sind kraftvolle und gewandte Flieger. Sie leben überwiegend in den Baumkronen, auch wenn sie gelegentlich auf den Boden kommen, um zu trinken oder heruntergefallene Samen oder Früchte aufzunehmen.

## Arten
Der Gattung werden zwei Arten zugeordnet:
- Timorsittich (Aprosmictus jonquillaceus)
- Rotflügelsittich (Aprosmictus erythropterus)

Der Rotflügelsittich wird seit mehr als einhundert Jahren in Europa als Volierenvogel gehalten. Er ist auch unter dem Namen Scharlachsittich oder Blutflügelsittich bekannt.

## Belege